# Ƣ
Cette page contient des caractères spéciaux ou non latins. S’ils s’affichent mal (▯, ?, etc.), consultez la page d’aide Unicode.
Pour les articles homonymes, voir GHA.
Gha (majuscule Ƣ, minuscule ƣ) est une lettre additionnelle qui a été utilisée dans diverses orthographes latines de langues turques utilisant le yanalif, comme l’ouïghour, le tatar, ou dans celle du tadjik, ainsi que dans plusieurs orthographes latines de langues du Caucase dans les année 1930. Toutes ces orthographes sont désormais obsolètes. Elle peut notamment être aperçue sur les billets de banque émis par la république populaire de Chine avant 1983.
Dans l'ordre alphabétique, elle est placée entre le G et le H.

## Utilisation

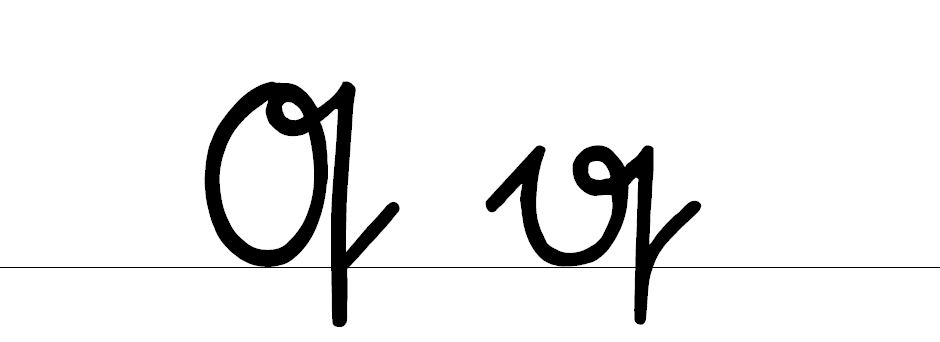
Le Q et q de l’écriture Sütterlin allemande.

La forme du gha tient son origine dans la forme de la lettre Q de l’écriture Spitzschrift ou Sütterlin allemande.
Ƣ représente généralement une consonne fricative vélaire voisée [ɣ] (dans l'alphabet phonétique international), mais est parfois utilisée pour une consonne fricative uvulaire voisée [ʁ].
Le gha a été utilisé dans plusieurs langues du Caucase dans les années 1920-1930, notamment au Daghestan en avar, dargwa, lak et lezguien ; ou encore en abaza, abkhaze, oudi ou shugni.

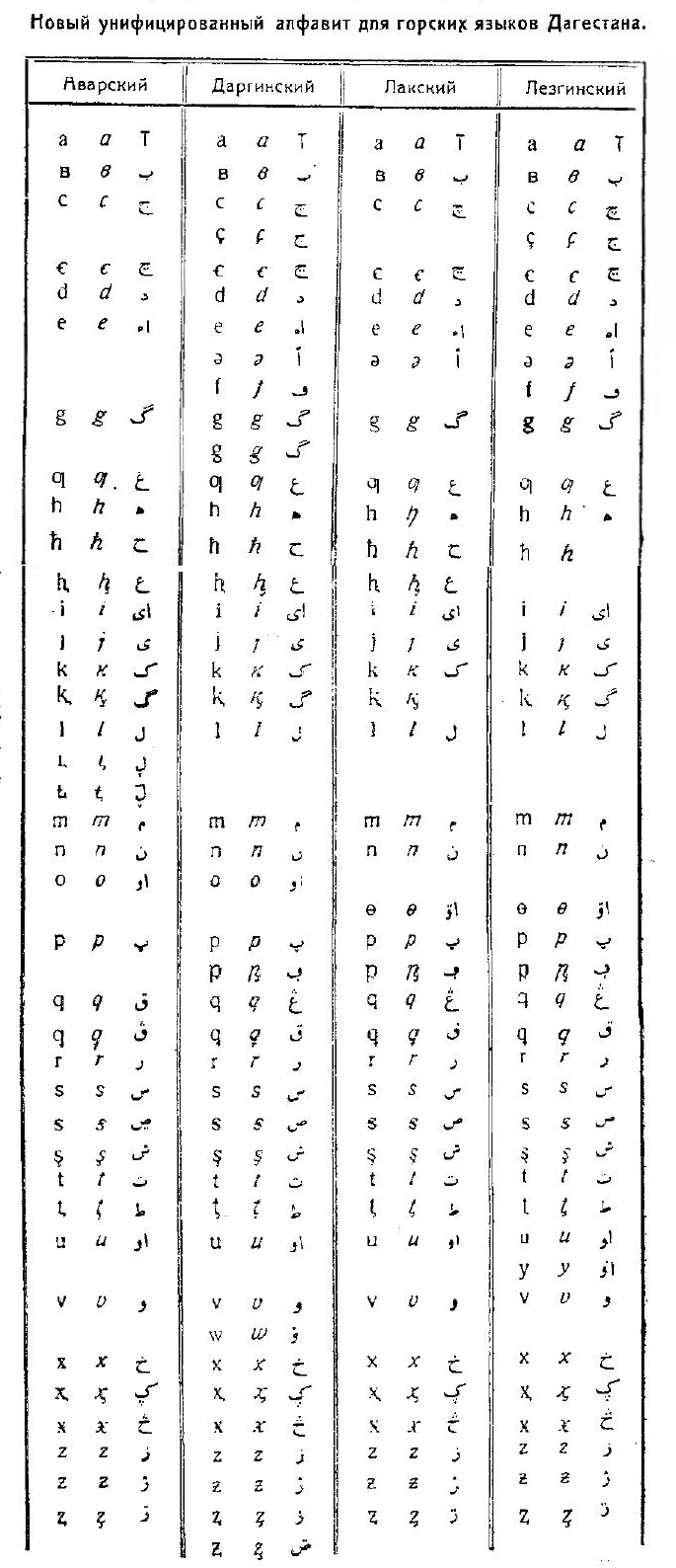
Alphabets de langues du Daguestan de 1928.
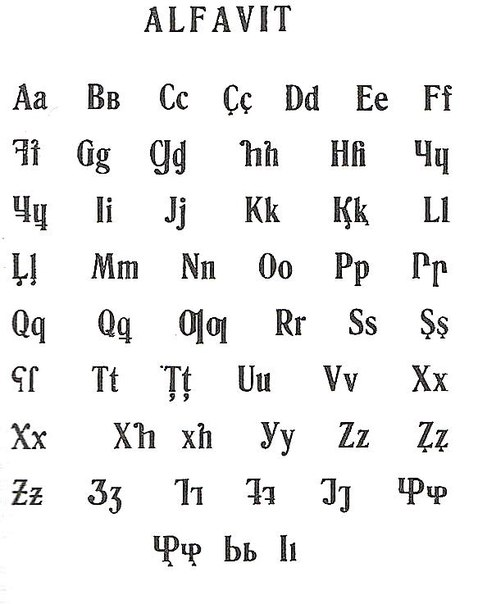
Alphabet abaza latin de 1932.
Alphabet abkhaze latin de 1930.
- Alphabet avar de 1928.
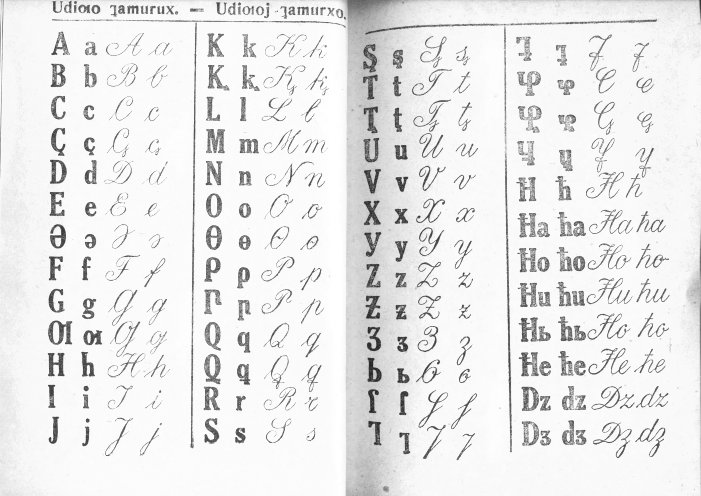
Alphabet oudi latin de 1934.
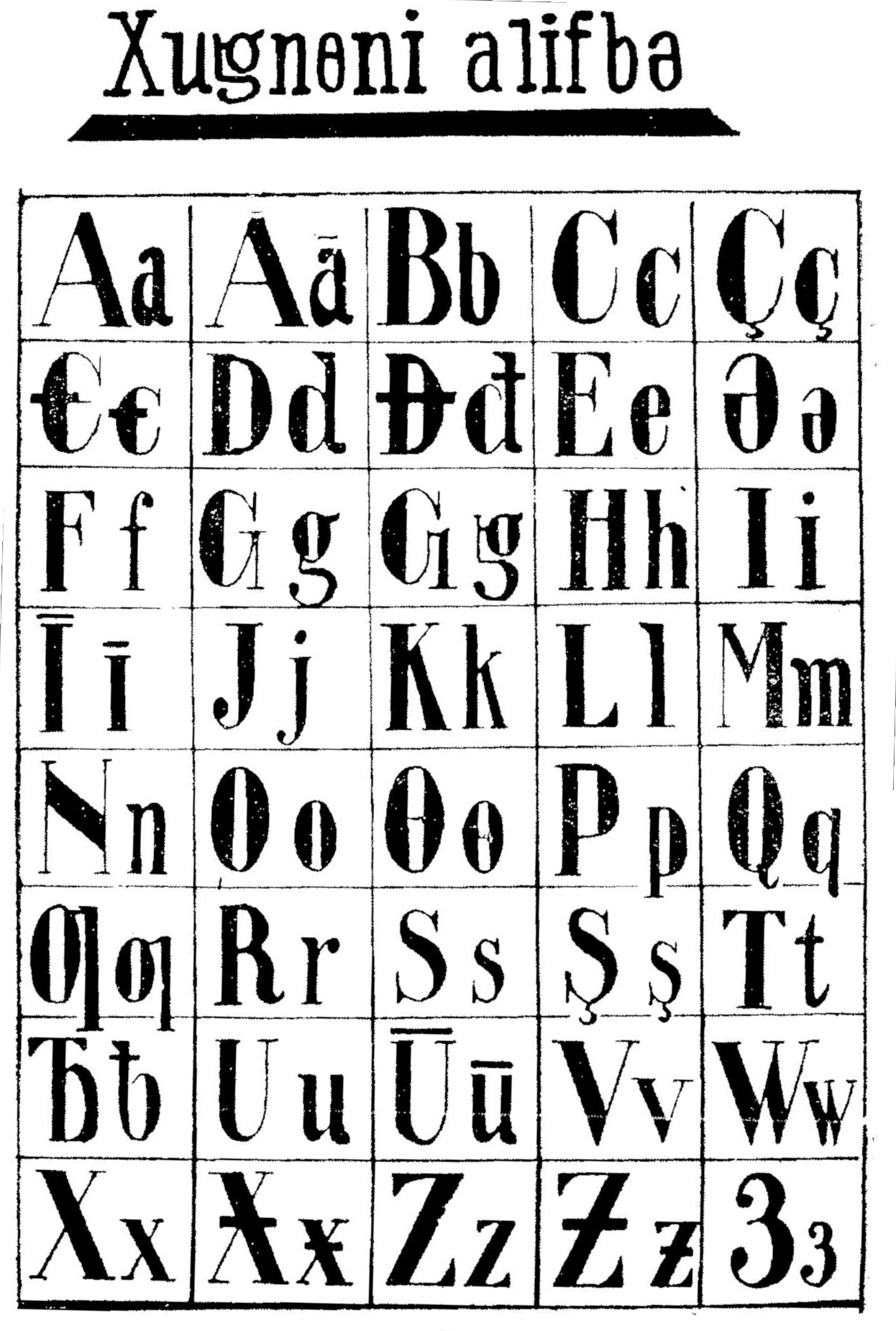
Alphabet shugni de 1931.

## Représentation informatique
Du fait de son obsolescence, les polices permettant d'afficher cette lettre sont rares. Elle possède cependant les représentations Unicode suivantes :
| formes    | représentations | chaînes de caractères | points de code | descriptions                |
| --------- | --------------- | --------------------- | -------------- | --------------------------- |
| capitale  | Ƣ               | Ƣ                     | U+01A2         | lettre majuscule latine gha |
| minuscule | ƣ               | ƣ                     | U+01A3         | lettre minuscule latine gha |

Les caractères de cette lettre ont été erronément appelée LATIN CAPITAL LETTER OI (lettre majuscule latine oi) et LATIN SMALL LETTER OI (lettre minuscule latine oi) dans la norme ISO/CEI 10646 et Unicode, bien que sa forme soit basée sur celle du Q.